# Stefan Wilski
Stefan Wilski (ur. 1909, zm. 1993 albo 1987) – polski urzędnik i dyplomata, ambasador w Syrii, Maroku i Szwajcarii.

## Życiorys
Stefan Wilski urodził się w rodzinie inteligenckiej. Ukończył 2 lata Wyższej Szkoły Handlowej w Warszawie. W 1933 przez krótki okres był członkiem Legionu Młodych. Pracował jako urzędnik w Zakładzie Ubezpieczeń Społecznych. Walczył jako ochotnik podczas obrony Warszawy. W 1943 został członkiem Polskiej Partii Robotniczej. W 1945 objął stanowisko starosty powiatu warszawskiego. W sierpniu 1945 rozpoczął pracę w Ministerstwie Spraw Zagranicznych, początkowo jako dyrektor departamentu kadr. Poseł oraz ambasador w Syrii (1956–1959), Maroku (1959–1966) i Szwajcarii (1973–1976).

## Ordery i odznaczenia
- Krzyż Kawalerski Orderu Odrodzenia Polski (1948)[3]
- Medal 10-lecia Polski Ludowej (1955)[4]